# AIESEC

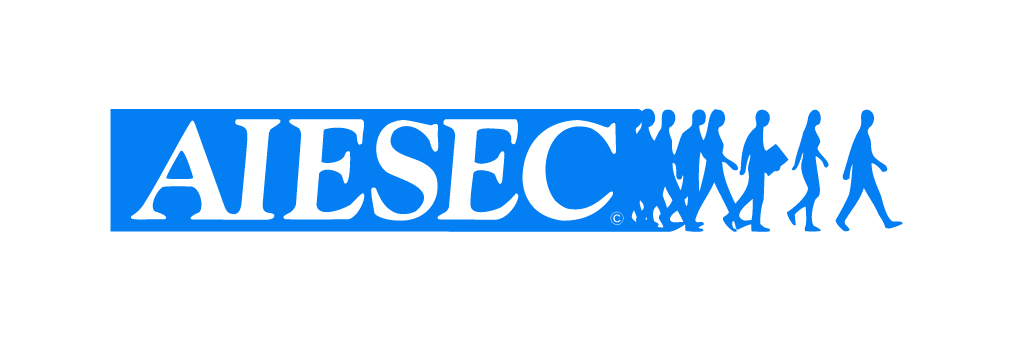
Logo von AIESEC

AIESEC ist die größte internationale Studentenorganisation weltweit mit insgesamt 780 Lokalkomitees in 124 Ländern. Besonders stark ist AIESEC in Indien, Polen, Brasilien und der Türkei sowie Deutschland vertreten, wo es Lokalkomitees oder Initiativgruppen an 41 Standorten (Universitäten und Fachhochschulen) gibt. Weltweit engagieren sich etwa 40.000 Studierende ehrenamtlich innerhalb der Organisation und ermöglichen über 91.000 Entsendungen in knapp 7450 Organisationen, Unternehmen und Projekten im Rahmen von Auslandsaufenthalten.
AIESEC wurde 1948 in Stockholm von Studenten der Wirtschaftswissenschaften aus sieben Ländern (Belgien, Dänemark, Finnland, Frankreich, Niederlande, Norwegen und Schweden) gegründet und wuchs innerhalb weniger Jahre zu einer globalen Organisation. Da sich im Laufe der Zeit der Fokus erweitert hat und auch Studenten anderer Studienrichtungen zu AIESEC gestoßen sind, wurde die Abkürzung (ehemals: Association Internationale des Etudiants en Sciences Economiques et Commerciales) in den 1990er Jahren zum Eigennamen.

## Ziel
Das Ziel der Organisation ist die Förderung der Völkerverständigung und die Ausschöpfung des Potentials unserer Gesellschaft; die exakte englische Formulierung der Zielsetzung lautet „Peace and Fulfillment of Humankind's Potential“. AIESEC ist eine Plattform, die es jungen Menschen ermöglicht, sich weiterzuentwickeln und einen positiven Einfluss auf die Gesellschaft zu haben.
Zwei Säulen tragen dazu bei, diese Ziele zu erreichen:
1. Exchange (Austausch)
- AIESEC organisiert und vermittelt internationale Praktika für junge Menschen zwischen 18 und 30 Jahren in den Bereichen Management, IT, Soziales oder im Bildungsbereich in allen Regionen, in denen es Lokalkomitees gibt. Da das Ziel der Praktika eine kulturelle Erfahrung ist, können die Teilnehmer nur ein Praktikum im Ausland machen. Über ein zentrales Portal namens AIESEC's Opportunity Portal[5] haben sie die Möglichkeit, Projekte in der ganzen Welt zu suchen. 2013 wurden über 22.000 soziale Praktika und 5000 Unternehmenspraktika realisiert.
- Austausch von Wissen und Know-how innerhalb der Organisation auf jährlich über 500 regionalen, nationalen oder internationalen Konferenzen

2. Leadership Development (Führungskraftentwicklung)
- AIESEC versucht gezielt Studenten zur Übernahme von Verantwortung und von Führungspositionen zu motivieren. Begleitende Seminare und Konferenzen sollen dazu beitragen, dass die Studenten von ihrer Führungserfahrung profitieren und sich untereinander austauschen. Das Ziel ist es verantwortliche, tolerante und kulturell-offene Führungskräfte auszubilden, die in der Zukunft Verantwortung in der Gesellschaft übernehmen können und einen positiven Einfluss haben. Jährlich werden auf lokaler, nationaler und internationaler Seite etwa 27.500 Führungserfahrungen ermöglicht.

## Geschichte von AIESEC
1946 wurde AIESE, die Vorgängerorganisation von AIESEC in Lüttich in Belgien gegründet. 1949 wird AIESEC mit der Veranstaltung des 1. International Congress (3.–6. März 1949 in Stockholm) offiziell gegründet. Im ersten Jahr wurde 89 Studenten ein Auslandspraktikum ermöglicht. 1953 begann die Kooperation von AIESEC mit der Internationalen Handelskammer und der UNESCO. 1955 wurde die 1.000er Marke beim Praktikantenaustausch gebrochen. 1960 absolvierten 2.973 Studenten ein Auslandspraktikum mit AIESEC. Die erste dauerhafte Zentrale von AIESEC wurde 1961 in Genf eröffnet. 1963 wurden die Teilnehmer des 15. International Congress in Princeton von US-Präsident John F. Kennedy empfangen. Während des 16. International Congress 1964 in Rom empfing Paul VI. die Teilnehmer zu einer Privataudienz im Vatikan. 1965 trat mit der Tschechoslowakei das erste sozialistische Land in AIESEC ein.
1969 wurde das erste Mal ein Computer zur Praktikantenvermittlung eingesetzt. Bis dahin wurden Praktikanten ausschließlich über so genannte Matching-Konferenzen vermittelt. Die Lufthansa wurde 1970 offizieller Partner für Reisen der deutschen AIESEC. Um die Qualität seiner Praktika zu sichern, wurde 1974 beschlossen, die Minimumdauer eines Praktikums auf 6 Wochen festzulegen. 1971 zog die Zentrale von Genf nach Brüssel um.
1991 wurde das heute verwendete und international einheitliche blaue Logo eingeführt. Es vereinheitlichte das Auftreten der Organisation weltweit unter einer Marke. Zuvor hatte jedes Land sein eigenes Erscheinen. In Deutschland wurde das orange Logo abgelöst. 1992 wurden Vertreter auf die Konferenz der Vereinten Nationen über Umwelt und Entwicklung nach Brasilien geschickt. 1996 beschloss AIESEC, sich auf den Praktikantenaustausch zu fokussieren. 1997 geht der Praktikantenaustausch online. 1998 zog die die Dachorganisation AIESEC International von Brüssel nach Rotterdam um.
Mit dem internetbasierten Programm Insight wurden ab 1998 Praktika zunehmend online vermittelt. Im Jahre 2000 wurde eine verbesserte Version insight 2 in Betrieb genommen. Insight XP wurde 2004 eingeführt. Seit 2007 wurde diese vom Intranetportal myaiesec.net abgelöst und am 6. November 2014 von experience.aiesec.org. Bis 2011 realisierte AIESEC insgesamt fast 260.000 Praktika.

### AIESEC in Deutschland
Das erste Lokalkomitee in Deutschland wurde von Albert Kaltenthaler 1951 in Nürnberg gegründet. Im selben Jahr folgten Köln und Mannheim. Am 19. März 1952 wurde AIESEC in Deutschland auf dem 4. International Congress in Kopenhagen offizielles Mitglied; der erste Vorsitzende war Albert Kaltenthaler.
Bereits im folgenden Jahr fand in Nürnberg vom 15. bis 23. März 1953 der 5. International Congress statt. Hier wurden das Saarland und Jugoslawien als Mitglieder von AIESEC aufgenommen. Am 18. Dezember 1956 wurde AIESEC Deutschland offiziell als Verein ins Kölner Vereinsregister eingetragen. Ein Jahr später wurde das Nationalkomitee des Saarlandes aufgelöst und in Deutschland aufgenommen.
1964 wurde Ludwig Erhard Ehrenkurator. Seit 1971 ist Deutschland das Land mit den meisten Praktikantenstellen innerhalb der Organisation. 1974 kam der 10.000. ausländische Praktikant nach Deutschland und wurde von Bundespräsident Walter Scheel empfangen. In Deutschland gab es mittlerweile 25 Lokalkomitees.
1985 wurde Deutschland mit seinen inzwischen 45 Lokalkomitees beauftragt, die Beziehungen zur Volksrepublik China zu verbessern. 1988 absolvierten 900 Studenten ein Praktikum in Deutschland unter ihnen auch der erste aus China. Mit dem Mauerfall wurden 1989 die ersten beiden Komitees in der DDR in Berlin gegründet. 1990 erhielt AIESEC in Deutschland offiziell den Auftrag, AIESEC in der DDR aufzubauen. 1991 wurde der 43. International Congress in Deutschland unter der Schirmherrschaft von Bundespräsident Richard von Weizsäcker abgehalten. AIESEC in Deutschland war dabei sowohl die Vertretung der westlichen als auch der östlichen Lokalkomitees. 1993 wurde AIESEC in Deutschland Mitglied im deutschen Vorbereitungskomitee des Sozialgipfels der UN und vertritt 1995 die Studenten bei dem Gipfel.
2002 schuf AIESEC Deutschland für afghanische Studenten die erste Möglichkeit zu einem Auslandsaufenthalt durch den Aufbau von AIESEC in Afghanistan. 2004 richtete AIESEC Deutschland den 56. International Congress unter der Schirmherrschaft von Bundeskanzler Gerhard Schröder in Hannover aus. Die ersten afghanischen Praktikanten absolvierten 2005 ein Praktikum in Deutschland. 2013 wurde erstmals die Zahl von 2000 Austauschen erreicht. Nach mehreren Schließungen in den Vorjahren sank die Anzahl der Lokalkomitees von etwa 60 zu Beginn der 2000er Jahre auf 36 im Sommer 2017.
AIESEC Deutschland ist Gründungsmitglied des Verbands deutscher Studierendeninitiativen.

#### Lokalkomitees
In Deutschland bestanden im März 2021 35 Lokalkomitees in Aachen, Augsburg, Berlin (Humboldt-Universität und Technische Universität), Bielefeld, Bochum, Bonn, Braunschweig, Bremen, Darmstadt, Dresden, Düsseldorf, Frankfurt am Main, Gießen-Marburg, Göttingen, Halle, Hamburg, Hannover, Heidelberg, Jena, Kaiserslautern, Karlsruhe, Köln, Leipzig, Lüneburg, Magdeburg, Mainz-Wiesbaden, Mannheim, München, Münster, Nürnberg, Paderborn, Passau, Regensburg, Stuttgart-Hohenheim.

### Österreich
AIESEC in Österreich wurde 1952 gegründet und besitzt acht Lokalkomitees (Graz, Innsbruck, Linz, Salzburg und vier in Wien). Zudem wurde 2011 eine Research Group in Klagenfurt gegründet, mit dem Ziel das dortige LC wieder zu eröffnen.
Der nationale Vorstand (Member Committee) sitzt in Wien und besteht aus sechs Personen. Der nationale Vorstand wird von einem Team (National Support Team) unterstützt, deren Aufgaben in der Verwaltung nationaler Anliegen und Projekte liegen.

### Schweiz
AIESEC in der Schweiz wurde 1951 in St. Gallen gegründet und hatte 2015 etwa 300 Mitglieder. Zurzeit bestehen acht Lokalkomitees in Basel, Bern (1963 gegründet), Freiburg im Üechtland (1967 gegründet), Genf (1958 gegründet), Lausanne (1954 gegründet), St. Gallen (1951 gegründet), Zürich (1957 gegründet) und Luzern (2016 gegründet).
Das Member Committee, der nationale Vorstand, hat seinen Sitz in Bern. Da es in der Schweiz mehrere Amtssprachen gibt, ist die offizielle Arbeitssprache Englisch.

### Afghanistan
Der Beginn des Aufbaus von AIESEC in Afghanistan war eine Konferenz im Dezember 2002 mit dem Namen NIFA (New Ideas for Afghanistan). Einer der fünf Workshops befasste sich mit dem Thema AIESEC. Die Konferenz wurde vom Lokalkomitee Frankfurt am Main, welches sich auch anschließend für die Weiterverfolgung der Idee verantwortlich zeichnete, geleitet.
Die ersten Praktikanten verließen im Februar 2005 Afghanistan, um in Berlin zu arbeiten. Auf dem International Presidents Meeting 2005 wurde es am 25. Februar offizielles AIESEC-Land. Im März 2005 wurde das offizielle MC Büro in der Mediothek für Afghanistan e. V. eröffnet. Präsident von NIFA und damit auch erster MCP Afghanistans war Marcus Wittig. Erster gewählter Member Committee President (MCP) wurde Ahmad Waheed Sahak. Das erste und bisher einzige Lokalkomitee befindet sich in Kabul.

### Kanada
AIESEC in Kanada verdankt seine Gründung einer Bitte von Donald W. James von AIESEC in den USA um einen Empfehlungsbrief. Diese Bitte erreichte im Februar 1958 den Vizepräsidenten von The House of Seagram Limited, Charles Bronfman. Dieser fand die Idee von AIESEC so gut, dass er zum Schluss kam, Kanada müsse ein selbständiges AIESEC haben. Am 25. März 1958 schrieb dieser also an den Vorsitzenden der World University Student's Society, Mel Rothman. Nach einigen Briefwechseln landete ein Schreiben bei Lewis Perinbam von der World University Service of Canada. Am 8. November 1958 fand in der McGill University in Montreal das erste provisorische Treffen von AIESEC in Kanada statt. Bei diesem Gründungstreffen waren Eric W. Kierans, Adam Dickie, Simon St.Pierre, Jean Dagenais, Lionel Simons, Gerald Destounis und Arthur Dalfen anwesend, alles Professoren verschiedener Fachbereiche. 

### China
Es gab mehrere Versuche AIESEC in der Volksrepublik China zu gründen. Erste Anläufe gab es in den 1980er Jahren, die allerdings mit dem Tian’anmen-Massaker 1989 zum Erliegen kamen. Mitte der 1990er Jahre gab es erneute Anläufe, unterstützt von AIESECern aus Japan, den USA, Hongkong und Deutschland. Die USA und Japan hatten bereits Austauschprogramme, doch 1997 bauten Studenten aus Deutschland und Hongkong in Shanghai eine erste Interest Group auf. Im Jahr darauf wurde eine weitere Interest Group in Peking gegründet. 2002 wurde China auf dem International Presidents Meeting in Malta offizielles AIESEC-Mitglied. Zurzeit hat AIESEC in Festland-China mehr als 200 Mitglieder an Universitäten in Peking, Shanghai, Tianjin, Hangzhou und Guangzhou, die sich für den internationalen Austausch einsetzen.

### Rumänien
AIESEC in Rumänien wurde 1992 auf Initiative von AIESEC in Österreich gegründet und besitzt zwölf Lokalkomitees.

## Struktur von AIESEC

### Globale und nationale Einteilung
Global ist AIESEC aus Verwaltungs-, aber auch aus Kultur- und Identifikationszwecken in vier Regionen eingeteilt:
- Middle East and Africa (MEA)
- Asia Pacific (AP)
- Europe
- Americas

### Selbstverwaltung
Die Selbstverwaltung ist dreistufig aufgebaut. Auf den drei Ebenen ist die Mitarbeit bis zum Alter von 30 Jahren möglich. Sie werden im Folgenden dargestellt.

#### Lokale Ebene
An Hochschulen ist AIESEC in Form von Lokalkomitees vertreten. In einer Stadt kann es mehrere Lokalkomitees geben, wie dies derzeit in Berlin an der Technischen Universität sowie der Humboldt-Universität der Fall ist. Ein Lokalkomitee kann mehrere Universitäten und Hochschulen umfassen und wird geleitet vom Vorstand (Executive Board, kurz EB), der aus einem Präsidenten (Local Committee President, kurz LCP) sowie bis zu sechs Teamleitern (Vice President, kurz LCVP) besteht und für maximal ein Jahr von den Mitgliedern des Komitees gewählt wird.
Jedes Lokalkomitee besteht aus einem sogenannten Backoffice und einem Frontoffice. Das Frontoffice bearbeitet die von AIESEC angebotenen Programme zu professionellen Praktika (Global Talent, kurz GT oder Global Entrepreneur, kurz GE) und Vermittlung sozialer Praktika (Global Volunteer, kurz GV). Außerdem wird zwischen der Betreuung von Studenten, die vom Lokalkommittee ins Ausland reisen (Outgoing) und Studenten, die aus dem Ausland die Stadt des Lokalkommittees besuchen (Incoming) unterschieden. Das Backoffice besteht aus den Bereichen Finance (FIN) und Talent Management („TM“) sowie teilweise auch Marketing (MKT) oder Reception. Alle Bereiche werden von jeweils einem Vice President oder alternativ einem Ressortleiter geleitet. Jeder Bereich hat mehrere Mitglieder, die ehrenamtlich die Arbeiten des entsprechenden Bereichs übernehmen. Alle Mitglieder des Lokalkomitees treffen sich, in der Regel einmal die Woche, in sogenannten Local-Committee-Meetings.
Darüber hinaus besteht die Möglichkeit, lokale Organisationskomitees für zeitlich befristete Projekte zu führen, beispielsweise für die Ausrichtung von Konferenzen.

#### Nationale Ebene
Alle Lokalkomitees (Local Committee; kurz LC) eines Landes bzw. Territoriums werden von einem sogenannten Member Committee (MC) verwaltet, dessen Mitglieder der einjährigen Tätigkeit in Vollzeit nachkommen und jährlich in der Zeit zwischen Januar und März gewählt werden, zumeist nach der Wahl des neuen Vorstandsvorsitzenden. Der Vorstandsvorsitzende ist der Member Committee President (MCP), der einem in der Regel sechs- bis zwölfköpfigen Team aus nationalen Bereichsleitern oder Direktoren, sogenannten Member Committee Vice Presidents (MCVP) vorsteht. Der Sitz von AIESEC Deutschland befindet sich seit 2003 in Bonn, zuvor war es Köln. Seine Aufgabe ist es, die Arbeiten jedes Lokalkomitees zu verwalten und zu koordinieren. Das Member Committee wird dabei unterstützt vom National Support Body (NSB) sowie dem National Support Team (NST). Weltweit arbeiten rund 1000 Studenten in den jeweiligen nationalen MC, zumeist in Vollzeit. Zwischen lokaler und nationaler Ebene gibt es weitere Instanzen, wie beispielsweise regionale Koordinatoren (RegioCo) oder das Local Committee Development Support Team (LCDST).

#### Internationale Ebene
AIESEC International (AI) bildet die weltweite Verwaltung von AIESEC und sitzt in Montreal. Das AI besteht aus einem Präsidenten (President of AIESEC International, kurz PAI), den Vice Presidents für jeden der sechs Bereiche sowie mehreren Directors, die die globalen Regionen koordinieren. Präsident der AI ist seit Juli 2014 Vinícius Tsugue, sein Vorgänger war Rolf Schmachtenberg, als Nachfolgerin für 2015/16 ist die Kolumbianerin Ana Saldarriaga gewählt. Im globalen Team arbeiten derzeit 21 ehemalige oder aktuelle Studenten aus 19 Nationen. Das AI wird unterstützt vom Global Finance and Legal Board (FLP) sowie dem Global Support Team (GST).

### Konferenzen
Auch die Konferenzen finden auf verschiedenen Stufen statt. Es gibt in der Regel lokale, regionale, nationale und internationale Konferenzen.
Auf lokaler Ebene finden Regional Confernes (ReCos) statt. Diese dauern in der Regel drei Tage und gehen in Deutschland nicht über das regionale Level hinaus. Deutschlandweit findet die National Conference (NatCo) statt, die größtenteils von Vorstandsmitgliedern besucht, teils aber auch für reguläre Mitglieder geöffnet wird. Hier treffen zweimal jährlich etwa 450 deutsche Aktive zusammen. Je nach Mitgliedstaat kann die Struktur der Konferenzen vom deutschen Modell abweichen.
Auf internationaler Ebene finden Konferenzen zumeist innerhalb der globalen Regionen statt. So gibt es zu Beginn eines Terms den European Congress (EuroCo), auf der sich nationale Vorstandsvorsitzende und eine Auswahl lokaler Vorstandsvorsitzenden treffen. Pendant dazu ist die EuroXpro, an der auch weitere Vorstandsmitglieder teilnehmen können. Die wichtige globale Veranstaltung ist der International Congress (IC), der einmal jährlich über einen Zeitraum von etwa zehn Tagen stattfindet und in der Regel von den nationalen Vorständen sowie ausgewählten lokalen Vorstandsvorsitzenden aller Mitgliedstaaten besucht wird. 2014 nahmen über 700 Studierende an dem Kongress teil, für 2015 ist eine Teilnehmerzahl von etwa 1400 geplant. Daneben treffen sich einmal jährlich alle aktuellen und gewählten nationalen Vorstandsvorsitzenden auf dem sogenannten International Presidents Meeting (IPM), um über die künftige Ausrichtung der Organisation zu diskutieren.

## Aufnahme der Länder
- 1948 – Belgien, Dänemark, Finnland, Frankreich, Niederlande, Norwegen, Schweden
- 1951 – Italien, Schweiz, Spanien
- 1952 – Österreich, Großbritannien, Bundesrepublik Deutschland
- 1953 – Jugoslawien, Saarland
- 1954 – Türkei
- 1955 – Israel
- 1956 – Griechenland, USA
- 1958 – Venezuela, Südafrika
- 1959 – Kolumbien, Portugal, Irland, Kanada
- 1961 – Island, Argentinien, Mexiko
- 1962 – Sierra Leone, Ghana, Nigeria
- 1963 – Korea, Japan, Chile, Peru, Tunesien
- 1964 – Australien, Taiwan, Ecuador, Hongkong
- 1965 – Senegal
- 1966 – Tschechoslowakei
- 1968 – Brasilien, Philippinen, Puerto Rico, Thailand
- 1969 – Malta, Indien
- 1970 – Malaysia, Costa Rica, Indonesien
- 1972 – Polen, Ungarn
- 1973 – Kenia, Singapur
- 1974 – Ägypten
- 1975 – Elfenbeinküste
- 1976 – Iran
- 1977 – Togo
- 1978 – Sudan
- 1979 – Neuseeland
- 1981 – Liberia
- 1982 – Panama, Simbabwe
- 1983 – Uruguay
- 1984 – Senegal
- 1985 – Guatemala
- 1987 – Marokko
- 1989 – Dominikanische Republik, Papua-Neuguinea, Kamerun
- 1990 – Sowjetunion
- 1991 – Bulgarien
- 1992 – Rumänien
- 1993 – Estland, Kroatien, Slowenien
- 1994 – Botswana, Bosnien-Herzegowina, Litauen, Pakistan, Ukraine
- 1995 – Mazedonien, Bolivien
- 1996 – Sri Lanka, Armenien, Lettland
- 1997 – El Salvador, Uganda
- 2000 – Bangladesch
- 2002 – Volksrepublik China
- 2004 – Vereinigte Arabische Emirate
- 2005 – Afghanistan
- 2006 – Georgien
- 2007 – Iran
- 2008 – Mongolei